# Quattro Giorni di Dunkerque 1965
La Quattro Giorni di Dunkerque 1965, undicesima edizione della corsa, si svolse dal 5 al 9 maggio su un percorso di 926 km ripartiti in 5 tappe (la quinta suddivisa in due semitappe), con partenza e arrivo a Dunkerque. Fu vinta dal belga Gustaaf De Smet della Wiel's-Groene Leeuw davanti al francese Pierre Everaert e all'olandese Arie den Hartog.

## Tappe
| Tappa  | Data     | Percorso                                | km   | Vincitore di tappa | Leader cl. generale |
| ------ | -------- | --------------------------------------- | ---- | ------------------ | ------------------- |
| 1ª     | 5 maggio | Dunkerque > Maubeuge                    | 220  | Gustaaf De Smet    | Gustaaf De Smet     |
| 2ª     | 6 maggio | Maubeuge > Valenciennes                 | 208  | Gustaaf De Smet    | Gustaaf De Smet     |
| 3ª     | 7 maggio | Valenciennes > Dunkerque                | 188  | Vin Denson         | Gustaaf De Smet     |
| 4ª     | 8 maggio | Dunkerque > Dunkerque                   | 190  | Cees Lute          | Gustaaf De Smet     |
| 5ª-1ª  | 9 maggio | Dunkerque > Dunkerque                   | 107  | Gustaaf De Smet    | Gustaaf De Smet     |
| 5ª-2ª  | 9 maggio | Dunkerque > Dunkerque (cron. a squadre) | 13,4 | Dr. Mann           | Gustaaf De Smet     |
| Totale | Totale   | Totale                                  | 926  |                    |                     |

## Dettagli delle tappe

### 1ª tappa
- 5 maggio: Dunkerque > Maubeuge – 220 km

| Pos. | Corridore         | Squadra  | Tempo    |
| ---- | ----------------- | -------- | -------- |
| 1    | Gustaaf De Smet   | Wiel's   | 5h33'25" |
| 2    | Jos Huysmans      | Dr. Mann | s.t.     |
| 3    | Arthur Decabooter | Wiel's   | s.t.     |

| Pos. | Corridore       | Squadra | Tempo |
| ---- | --------------- | ------- | ----- |
| 1    | Gustaaf De Smet | Wiel's  |       |

### 2ª tappa
- 6 maggio: Maubeuge > Valenciennes – 208 km

| Pos. | Corridore         | Squadra  | Tempo    |
| ---- | ----------------- | -------- | -------- |
| 1    | Gustaaf De Smet   | Wiel's   | 6h00'39" |
| 2    | Arthur Decabooter | Wiel's   | s.t.     |
| 3    | Norbert Kerckhove | Dr. Mann | s.t.     |

| Pos. | Corridore       | Squadra | Tempo |
| ---- | --------------- | ------- | ----- |
| 1    | Gustaaf De Smet | Wiel's  |       |

### 3ª tappa
- 7 maggio: Valenciennes > Dunkerque – 188 km

| Pos. | Corridore         | Squadra     | Tempo    |
| ---- | ----------------- | ----------- | -------- |
| 1    | Vin Denson        | Ford France | 5h27'27" |
| 2    | Roger De Breucker | Lamot       | a 3'42"  |
| 3    | Gilbert Desmet    | Wiel's      | a 5'16"  |

| Pos. | Corridore       | Squadra | Tempo |
| ---- | --------------- | ------- | ----- |
| 1    | Gustaaf De Smet | Wiel's  |       |

### 4ª tappa
- 8 maggio: Dunkerque > Dunkerque – 190 km

| Pos. | Corridore         | Squadra     | Tempo    |
| ---- | ----------------- | ----------- | -------- |
| 1    | Cees Lute         | Ford France | 5h27'10" |
| 2    | Gustaaf De Smet   | Wiel's      | a 14"    |
| 3    | Norbert Kerckhove | Dr. Mann    | s.t.     |

| Pos. | Corridore       | Squadra | Tempo |
| ---- | --------------- | ------- | ----- |
| 1    | Gustaaf De Smet | Wiel's  |       |

### 5ª tappa - 1ª semitappa
- 9 maggio: Dunkerque > Dunkerque – 107 km

| Pos. | Corridore         | Squadra     | Tempo    |
| ---- | ----------------- | ----------- | -------- |
| 1    | Gustaaf De Smet   | Wiel's      | 2h56'01" |
| 2    | Pierre Everaert   | Ford France | s.t.     |
| 3    | Christian Raymond | Peugeot     | a 8"     |

| Pos. | Corridore       | Squadra | Tempo |
| ---- | --------------- | ------- | ----- |
| 1    | Gustaaf De Smet | Wiel's  |       |

### 5ª tappa - 2ª semitappa
- 9 maggio: Dunkerque > Dunkerque (cron. a squadre) – 13,4 km

| Pos. | Squadra                  | Tempo |
| ---- | ------------------------ | ----- |
| 1    | Dr. Mann                 |       |
| 2    | Pelforth-Sauvage-Lejeune |       |
| 3    | Ford France-Gitane       |       |

| Pos. | Corridore       | Squadra     | Tempo     |
| ---- | --------------- | ----------- | --------- |
| 1    | Gustaaf De Smet | Wiel's      | 25h47'08" |
| 2    | Pierre Everaert | Ford France | a 44"     |
| 3    | Arie den Hartog | Ford France | a 1'03"   |

## Classifiche finali

### Classifica generale
| Pos. | Corridore         | Squadra             | Tempo     |
| ---- | ----------------- | ------------------- | --------- |
| 1    | Gustaaf De Smet   | Wiel's-Groene Leeuw | 25h47'08" |
| 2    | Pierre Everaert   | Ford France-Gitane  | a 44"     |
| 3    | Arie den Hartog   | Ford France-Gitane  | a 1'03"   |
| 4    | Cees Lute         | Ford France-Gitane  | a 1'13"   |
| 5    | Gilbert Desmet    | Wiel's-Groene Leeuw | a 1'18"   |
| 6    | Henry Duez        | Peugeot-BP-Michelin | a 1'30"   |
| 7    | Norbert Kerckhove | Dr. Mann            | a 1'47"   |
| 8    | Louis Proost      | Dr. Mann            | s.t.      |
| 9    | Jos Huysmans      | Dr. Mann            | a 1'53"   |
| 10   | Cees van Espen    | Televizier          | a 2'02"   |